# Karl Axel Karlén
Karl Axel Karlén, född Karl Sigurd Axel Karlén 2 maj 1912 i Sundbyberg, död 10 mars 1990 i Hägersten, var en svensk musiker (saxofon).
Fivel har i film medverkat i några roller som musiker.

## Filmografi
- 1940 – Blyge Anton
- 1941 – Lärarinna på vift
- 1941 – Hem från Babylon
- 1941 – Gatans serenad